# Црква Пресвете Богородице у Каиру
Црква Пресвете Богородице (арап. الكنيسة المعلقة) је коптска црква у старом дијелу Каира у Египту. Црква је позната и као Висећа црква („Ал Муалака“). То је једна од најстаријих цркви у Египту и у историји хришћана на Блиском истоку. 
Црква је изграђена у III вијеку хришћанске ере. Прије њеног подизања на овом мјесту су се налазили остаци римске тврђаве коју су називали Вавилонска утврда. На темељима те порушене утврде, подигнут је овај храм. То је најпознатија коптска црква у Каиру. У XI вијеку, након прогонства из Александрије, црква је једно вријеме била и сједиште патријарха Коптске оријентално-православне цркве. 
Свој назив „Висећа црква“ је добила по свом положају изнад врата те старе тврђаве у старом Каиру. Брдо на коме се црква налази виси према пролазу у некадашњу тврђаву. Улаз у црквено двориште са улице води кроз гвоздена врата која су смјештена испод каменог лука. Уско црквено двориште украшено је библијским мотивима. Даље, до цркве се прилази преко степеница, а иза ових степеница је мало двориште, које води до предулаза који је изграђен у вријеме столовања патријарха у овој цркви.
Од римске владавине овим градом до данас, површина тла у старом делу Каира је порасла за око 6 m, тако да се римски остаци града налази углавном испод земље. Захваљујући свом положају високо на брду, црква није доживјела судбину као остатак старог града. 
Црква је више пута оштећена и више пута обнављана. Задња обнова је извршена у XIX вијеку и након ове обнове црква је добила два звоника. Унутрашњост цркве је богато украшена фрескама и иконама. У храму се чува и 110 старих икона, од којих је настарија она из VIII вијека. Осим икона, у храму се чувају и мошти неких светитеља Коптске оријентално-православне цркве.